# Zofia Komedowa
Zofia Komedowa, właśc. Zofia Janina Trzcińska, z domu Tittenbrun, primo voto Lach (ur. 13 listopada 1929 w Dryszczowie, zm. 20 sierpnia 2009 w Warszawie) – Crazy Girl, polska miłośniczka jazzu, organizatorka, promotorka i menedżerka, guru polskich jazzmanów, żona i muza Krzysztofa Komedy.

## Życiorys
Zofia Komeda Trzcińska z d. Tittenbrun pochodząc z patriotycznej rodziny od 13. roku życia była żołnierzem AK Zgrupowania „Jodła” przybierając pseudonimy Zośka i Harcerka. Po wojnie już od lat 50. związana była ze środowiskiem jazzowym. Była legendą polskiego jazzu, jego promotorką, uczestniczką legendarnych festiwali jazzowych w Sopocie, a także żoną i muzą pianisty, a także kompozytora muzyki jazzowej i filmowej Krzysztofa Komedy, który właśnie dla niej skomponował utwór „Crazy Girl”. Organizowała i prowadziła koncerty grup jazzowych, m.in. Kurylewicza, Stanisława „Drążka” Kalwińskiego, kierowała Piwnicą pod Baranami i Jazz Klubem Helikon w Krakowie, organizowała Festiwal Wokalistów Jazzowych w Lublinie, Międzynarodowy Festiwal Pianistów Jazzowych w Kaliszu, Jazz Jantar na Wybrzeżu.
Przyczyniła się również do rozsławiania muzyki Krzysztofa Komedy. Po jego śmierci od roku 1969 wiele lat mieszkała w Bieszczadach. Zakładała pierwszą w Polsce Solidarność Rolników Indywidualnych, a następnie współorganizowała pierwszy chłopski strajk w Ustrzykach Dolnych.
Autorka autobiograficznych książek „Komeda, Zośka i inni” i „Nietakty. Mój czas mój jazz”.

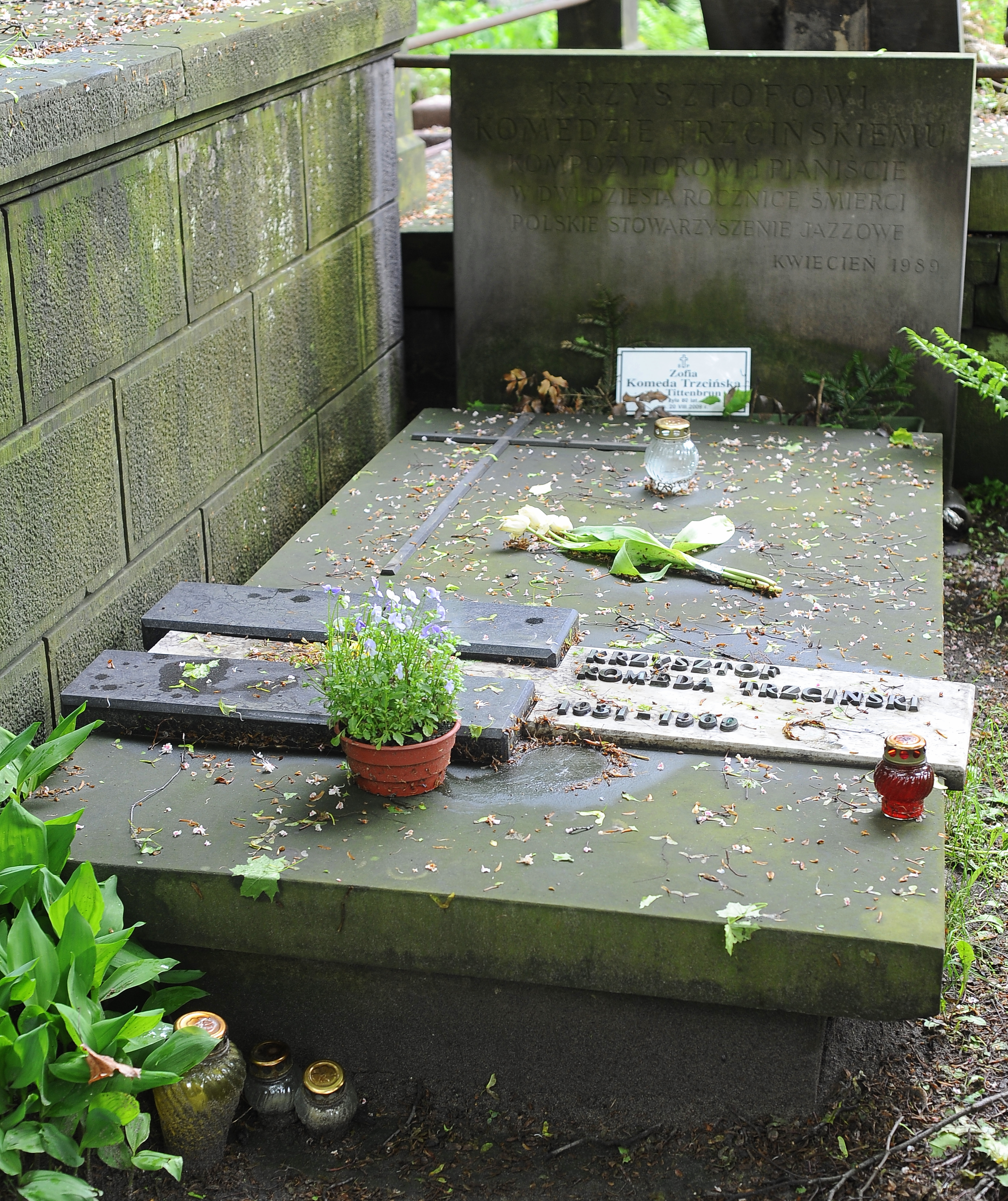
Grób Zofii i Krzysztofa Komedów na cmentarzu Powązkowskim w Warszawie

Zmarła na zawał serca. Została pochowana 11 września 2009 na Starych Powązkach obok męża (kwatera 18-6-24).
Postanowieniem Prezydenta RP Lecha Kaczyńskiego z dnia 10 września 2009 za wybitne zasługi dla niepodległości Rzeczypospolitej Polskiej, za działalność na rzecz przemian demokratycznych, za promowanie polskiej muzyki jazzowej została pośmiertnie odznaczona Krzyżem Oficerskim Orderu Odrodzenia Polski.